# 石黒賢一郎
石黒 賢一郎（いしぐろ けんいちろう、1967年 - ）は、静岡県出身の日本の画家。美術家。広島市立大学芸術学部美術学科油絵専攻 教授。湖西市ふるさと大使。

## 来歴
1967年静岡県湖西市生まれ。
静岡県立浜松南高等学校卒業。
多摩美術大学大学院修了。
1994年に日動画廊の第5回昭和会展 にて日動火災賞を受賞し、画家としてのキャリアをスタートさせた。
2000年に文化庁派遣芸術家在外研修員としてスペインの首都マドリードに在住し、マヌエル・フランケロに師事する。それ以降の作品でセピア調やモノクロームの作品を度々目にするのは、スペインで習得したデッサン技法の延長線上で制作している故である。
2001年から取り組んでいるガスマスクのシリーズは、バーミヤンの遺跡がターリバーンにより破壊されたことが大きな制作動機となっている。後にこのシリーズはスペインマドリード列車爆破テロ、9・11アメリカ同時多発テロ、そして福島第一原子力発電所事故へとつながることとなる。ガスマスク同様ガイガーカウンターを描いた作品も不穏な世界、破局的社会をあらわす負の道具の象徴として度々描かれている。また「SHAFT TOWER」（廃墟）もガスマスクのシリーズの一部と位置づけられている。
石黒はアニメキャラクターのコスプレモデルを描くことで、写実絵画とアニメ、サブカルチャー双方に対してクリティカルな投げかけをしている。
近年は、プロジェクションマッピングによる視覚効果を加えた展示、等身大のアニメキャラクターパーツの制作、そして、オリジナルストーリーをもとにインターメディアを駆使した総合表現の提示をしている。
「リアリズム的な絵画を描くなかで3次元の対象を2次元に移し換えるという本来不可能な行為に対する自己矛盾を常に抱えている」と自身は語っており、絵画領域を大きく越境する活動をしている。

## 人物
2000年に文化庁派遣芸術家在外研修員 (2年派遣　スペイン・マドリード在住）。
多摩美術大学、女子美術大学、昭和女子大学などで、非常勤講師を歴任。
2019年より 広島市立大学芸術学部美術学科油絵専攻  准教授。
2020年より 静岡県湖西市ふるさと大使就任。

## メディア
（主なテレビ出演）
- 2012年

— 3月 — 日本テレビ「行列のできる法律相談所 －ｹﾞｽﾄがミョーに気になる人SP！」出演
— 7月 — Ｅテレ 日曜美術館「この画家が見たもの 磯江毅 写実の眼」出演　
— 12月 — ＢＳ朝日 テイバン.tv 「アートの定番」出演
- 2013年

— 6月 — アントニオ・ロペス展（長崎県立美術館）ワークショップでアントニオ・ロペスと共に指導
- 2014年

— 4月 — ＢＳ日テレ「ぶらぶら美術・博物館」ホキ美術館「新 私の代表作展」～世界に誇る日本の写実絵画、最前線！～出演
- 2015年

— 10月 — 日本テレビ  ヒルナンデス「リアルすぎるアートの達人」出演　
- 2017年

— 1月 — ＮＨＫＧ 超絶 凄ワザ！『夢かなえますSP よみがえれ思い出の写真編」出演
— 12月 — ＢＳフジ　藤原紀香と巡る奇跡のリアリズム　出演
- 2019年

— 7月 —  写実絵画の殿堂！ホキ美術館～「スペインの現代写実絵画」を日本の写実画家が解説！出演

## 個展
- 1994年

— 個展 「ぎゃらりーこいち」
- 1998年

— 個展 「ギャルリー志門」
- 2004年

— 個展 「日動画廊」
- 2007年

— 個展「名古屋松坂屋本店美術画廊」
- 2009年

— 個展  アートフェア東京2009
- 2014年

— VOLTA10 個展「スイス・バーゼル」
- 2017年

— 石黒賢一郎　 新作展示「ギャラリー須知」
- 2021年

— 個展 「ギャラリー須知」

## グループ展
- 1997年

— 第1回 ヴワール展 「春風洞画廊」
- 1999年

— 第34回 昭和会展 日動火災賞受賞「日動画廊」
- 2000年

— 第5回 彩樹会 「彩鳳堂画廊」
— 第19回 八月会展「日動画廊」
- 2004年

— 第24回損保ジャパン美術財団選抜奨励展「損保ジャパン東郷清児美術館」
- 2005年

— 第2回存在の美学「高島屋日本橋他」
- 2006年

— 三人展 「春風洞画廊」
- 2007年

— 未来を担う美術家たち「DOMANI・明日」展2007＜文化庁芸術家在外研修の成果＞「損保ジャパン東郷清児美術館」
— 第3回存在の美学　「高島屋日本橋他」
— アートフェア東京2007『東京国際フォーラム』　
— 箱人間　「ギャラリー小暮」
- 2008年

— 空中庭園「ギャラリー小暮」
- 2009年

— 東美アートフェア「東京美術クラブ」
— Contemporary Hotel Art Fair YOUNG ART TAIPEI「Sunworld Dynasty Hotel Taipei」
— Asia Top Gallery Hotel Art Fair 09「韓国 グランド・ハイヤット・ソウル」
— 月人間「LOWER AKIHABARA」
- 2010年

— 第10回伝統からの創造 21世紀展「東京美術倶楽部」
— 存在の美学「髙島屋日本橋他」
— Gallery Suchi Opening Exhibition「ギャラリー須知」
— "a blemish, a beauty "「Gallery EXIT・香港」
— ART TAIPEI 2010「台北・KOGUROENTGEN」
— ストーリーテラーズ　－小説と絵画展－「日本橋髙島屋他」　
— ホキ美術館 開館記念 特別展「ホキ美術館」
— +PLUS Tokyo Contemporary Art Fair「東美アートフォーラム」
— ネオ・リアリズム　－新たな時代の空気－「Bunkamura　Gallery」
- 2011年

— 第30回損保ジャパン美術財団選抜奨励展「損保ジャパン東郷青児美術館」
— Asia Top Gallery Hotel Art Fair 香港11 『Gallery EXIT・香港」
— ART HK11, Hong Kong International Art Fair「香港」
— VARIAアートフェア名古屋「名古屋松坂屋本店」
— 東日本大震災復興チャリティ・オークション 今日の美術展「東京美術倶楽部」
— 白日夢「LOWER AKIHABARA」
— FINE ART ASIA 2011「香港」
— +PLUS Tokyo Contemporary Art Fair「東美アートフォーラム」
— 開館1周年記念展　存在の美－まなざし・微笑み・憂い「ホキ美術館」
— 石黒賢一郎×須田悦弘×JON ANDER「ギャラリー須知」
- 2012年

— Asia Top Gallery Hotel Art Fair 香港12「Gallery EXIT・香港」
— NEW CITY ART FAIR 2012「ニューヨーク」
— 存在の美学　第2回伊達市噴火湾文化研究所　同人展「日本橋髙島屋他」
— Art O’clock 「パリ」
— 写実の可能性と大いなる挑戦－新規収蔵展「ホキ美術館」
— +PLUS Tokyo Contemporary Art Fair「東美アートフォーラム」
— 写実変「ギャラリー須知」
— 石黒賢一郎　篠原愛　須田悦弘「ギャラリー小暮」
- 2013年

— アートフェア東京 2013『東京国際フォーラム』
— NEW CITY ART FAIR 2013「ニューヨーク」
— OFF-ART FAIR 2013「ベルギー・ブリュッセル」
— Asian Contemporary Art Show Hong Kong2013「香港」
— 画家のまなざし－写実絵画の世界－「桐蔭学園メモリアルアカデミウム ソフォスホール」
— 韜晦～巧術其之「スパイラルガーデン」
— ホキ美術館開館３周年記念 新 私の代表作展「ホキ美術館」
— +PLUS Tokyo Contemporary Art Fair「スパイラルガーデン」
— ART TAIPEI 2013「台北」
— ホキ美術館開館３周年記念 新 私の代表作展「ホキ美術館」
— 反写実「ギャラリー須知」
— 石黒賢一郎　須田悦弘　高松次郎「ギャラリー小暮」
- 2014年

— NEW CITY ART FAIR 2014「NEW YORK」
— ART EXPO MALASIA 2014「クアラルンプール・マレーシア」
— ART TAIPEI 2014「台北・台湾」
— SINGAPORE ART FAIR 2014「シンガポール」
— 美少女の美術史「青森県立美術館・静岡県立美術館・島根県立石見美術館」
— +PLUS Tokyo Contemporary Art Fair「スパイラルガーデン」
— 異境「ギャラリー須知」2017年まで
— 石黒賢一郎  須田悦弘　「ギャラリー小暮」
- 2015年

— OUTSIDER ART FAIR 2015 New York「ニューヨーク」
— ART STAGE SINGAPORE 2015 「シンガポール」
— アートフェア東京2015『東京国際フォーラム』
— ART TAIPEI 2015 「台北」
— 2015 FARMOSA ART SHOW「台北」
— BAZAAR art JAKARTA 2015「ジャカルタ・インドネシア」
— RAN－SHOH　KOH-JUTSU　ChapterⅥ「Gallery　TEN・金沢」
- 2016年

— ART CENTRAL 2016『香港』
— アートフェア東京 2016『東京国際フォーラム』
— Japanese Contemporary Art Show/La Lante Fine Art（バンコク・タイ）
— GALLERY KOGURE NY OPENING EXHIBITION「ニューヨーク」
— [ＨＡＮ－ＳＨＩＨＡＮ]パイラルガーデン『東京』
— ART TAIPEI 2016 「台北・台湾」
—  「ホキ美術館展」これが写実だ！驚きと感動の絵画「秋田県立近代美術館」
— 石黒賢一郎  須田悦弘　山本タカト 「ギャラリー小暮」
- 2017年

— ART STAGE SINGAPORE 2017 「シンガポール」
— 驚きの写実絵画-ホキ美術館名品展「ふくやま美術館」
— EO展 多摩美出身作家「日本橋三越」以後出品
— ART CENTRAL 2017『香港』
— アートフェア東京 2017『東京国際フォーラム』
— 近現代日本絵画展～明治から受け継がれてきたもの、未来へ受け継いでいくもの～「松坂屋美術館」
— 文化庁新進芸術家海外研修制度50周年記念展「髙島屋日本橋他」
— ART TAIPEI 2017 「台北・台湾」
— ART EXPO MALASIA PLUS　2017「クアラルンプール・マレーシア」
— 石黒賢一郎  須田悦弘　福井江太郎 「ギャラリー小暮」
- 2018年

— ART STAGE SINGAPORE 2018 「シンガポール」
— ART FAIR PHILIPPINES 2018 『マニラ・マレーシア』
— アートフェア東京 2018『東京国際フォーラム』
— ART CENTRAL 2018『香港』
— MEAM ホキ美術館展 『バルセロナ・スペイン』
— ―CISTRON― 写実の遺伝子「ギャラリー須知」以後出品
— 石黒賢一郎 須田悦弘　福井江太郎　藤原康博「ギャラリー小暮」
- 2019年

— ―COBRA×現代美術家 コラボ展―「ギャラリー須知」
— アートフェア東京 2019『東京国際フォーラム』
— スーパーリアルワールド展ー奇跡の写実絵画ー　 石黒賢一郎　斉藤雅緒「浜松市美術館」
— ART TAIPEI  2019(台北・台湾)
— 石黒賢一郎、須田悦弘、中沢研、藤原康博「ギャラリー小暮」
- 2020年

— ART FAIR PHILIPPINES 2020』Booth No.10『フィリピン』
— 新収蔵品展「浜松市美術館」
— 超写実絵画の襲来-ホキ美術館所蔵「Bunkamuraザ・ミュージアム」
— Gallery Suchi 10周年記念展 ―Rising―「ギャラリー須知」
— Metropolis 2020 『日本橋・大阪髙島屋」
— 近現代日本絵画展-明治から令和に続く日本画・洋画の魅力をたどる-　『富山県、砺波市美術館」
— 開館10周年記念 ホキ美術館ベストコレクション展『岡山シティミュージアム』
— MATES -Year End- 2020「ギャラリー小暮」

## 影響を受けた人物
- 永井豪